# 後勁鳳屏宮
後勁鳳屏宮，是一間位在高雄市楠梓區次分區後勁的神農廟，位於高雄市楠梓區後勁東路22號。 在後勁反五輕運動當中，後勁鳳屏宮與聖雲宮、萬應公廟、福德祠等等有著相當重要的地位，是反五輕運動當中居民與當地文化信仰中心融為一體的精神象徵。

## 沿革
鳳屏宮現址坐落於後勁黃昏市場旁邊，建廟確實年代已無從考據，但至少在日治昭和13年（公元1938年）已頗具規模 ，昭和18年（公元1943年）因實施皇民化政策，使得鳳屏宮廟體遭到破壞。戰後，由地方信眾於民國35年（公元1946年）共同募捐重修廟宇，現今鳳屏宮廟宇建築於民國71年（1982）9月19日竣工。
鳳屏宮主神神農大帝，是由大社青雲宮分靈而來，後勁的林姓地主於清朝末年時，幸娶得大社區許姓地主女兒，林姓地主為求產業能五穀豐收，特於大社青雲宮神農大帝求得分靈，後因香火漸盛便在後勁建廟奉祀。
大社青雲宮是高雄地區神農大帝的廟宇之一，據余玟慧的研究指出大社青雲宮原本的舊廟是配祀註生娘娘、土地公和虎爺，因重建新廟後，當時的廟祝越權決定改配祀天官大帝和地官大帝並未經過神農大帝同意；但奉祀後，基於神明立場又無法更改，所以後來才將大社青雲宮鐘樓改為奉祀註生娘娘，鼓樓改為奉祀福德正神及虎爺。之後由大社青雲宮分靈出的子廟，後勁鳳屏宮之配祀神也仿照其祖廟的形式，此為兩間廟宇相當特殊且直接的關係證明。

## 祀神
- 正殿：神農大帝、天官大帝（從祀張公聖者、連公聖者）、地官大帝（從祀劉公聖者、蕭公聖者）、中壇元帥
- 太歲殿：斗姥元君、太歲星君